# Медведевка (Алтайский край)
Медведевка — село в Солонешенском районе Алтайского края. Входит в состав Солонешенского сельсовета.

## История
Основано в 1850 г. В 1928 году состояло из 227 хозяйств, основное население — русские. В административном отношении являлось центром Медведевского сельсовета Солонешенского района Бийского округа Сибирского края.

## Население
| 1926 | 2002 | 2006 | 2007 | 2008 | 2009 |
| ---- | ---- | ---- | ---- | ---- | ---- |
| 1190 | ↘130 | ↗136 | ↘114 | ↗119 | ↗126 |
| 2010 | 2011 | 2012 | 2013 |      |      |
| ↘109 | ↗118 | ↘100 | ↘84  |      |      |

Национальный состав
Согласно результатам переписи 2002 года, в национальной структуре населения русские составляли 98 %.